# Naarda ineffectalis
Naarda ineffectalis är en fjärilsart som beskrevs av Walker 1859. Naarda ineffectalis ingår i släktet Naarda och familjen nattflyn. Inga underarter finns listade i Catalogue of Life.